# Luxeuil
|  | Per a altres significats, vegeu «Luxeuil-les-Bains». |

Luxeuil o més formalment Saint-Pierre-et-Saint-Paul, és un monestir a Luxeuil-les-Bains, al sud-est dels Vosges. Fundat l'any 590   per Sant Columbà, cosa que va permetre que Luxovium, una important ciutat en època romana però abandonada perquè estava completament en ruïnes per les invasions bàrbares, revisqués. Els sarraïns la saquejaren el 732, però Carlemany la feu reconstruir i la regla de Sant Benet substituí la de Sant Columbà.
Aquesta abadia era coneguda pel seu scriptorium, actiu des de mitjans del s. VII, i probablement el bressol de la primera escriptura cal·ligràfica en minúscules, l'"escriptura Luxeuil" merovíngia amb ornamentació marginal manllevada de la gramàtica decorativa d'Irlanda, derivada de la cursiva romana. Un dels seus manuscrits més famosos és el Leccionari de Luxeuil, compost a finals del s. VII).
L'abadia està parcialment catalogada (el 1846, 1875 i 1980) : església de Saint-Pierre, claustre, etc.) i parcialment catalogada el 1934 (la capella al s. XIX) com a monument històric.

## Fundació a l'alta edat mitjana

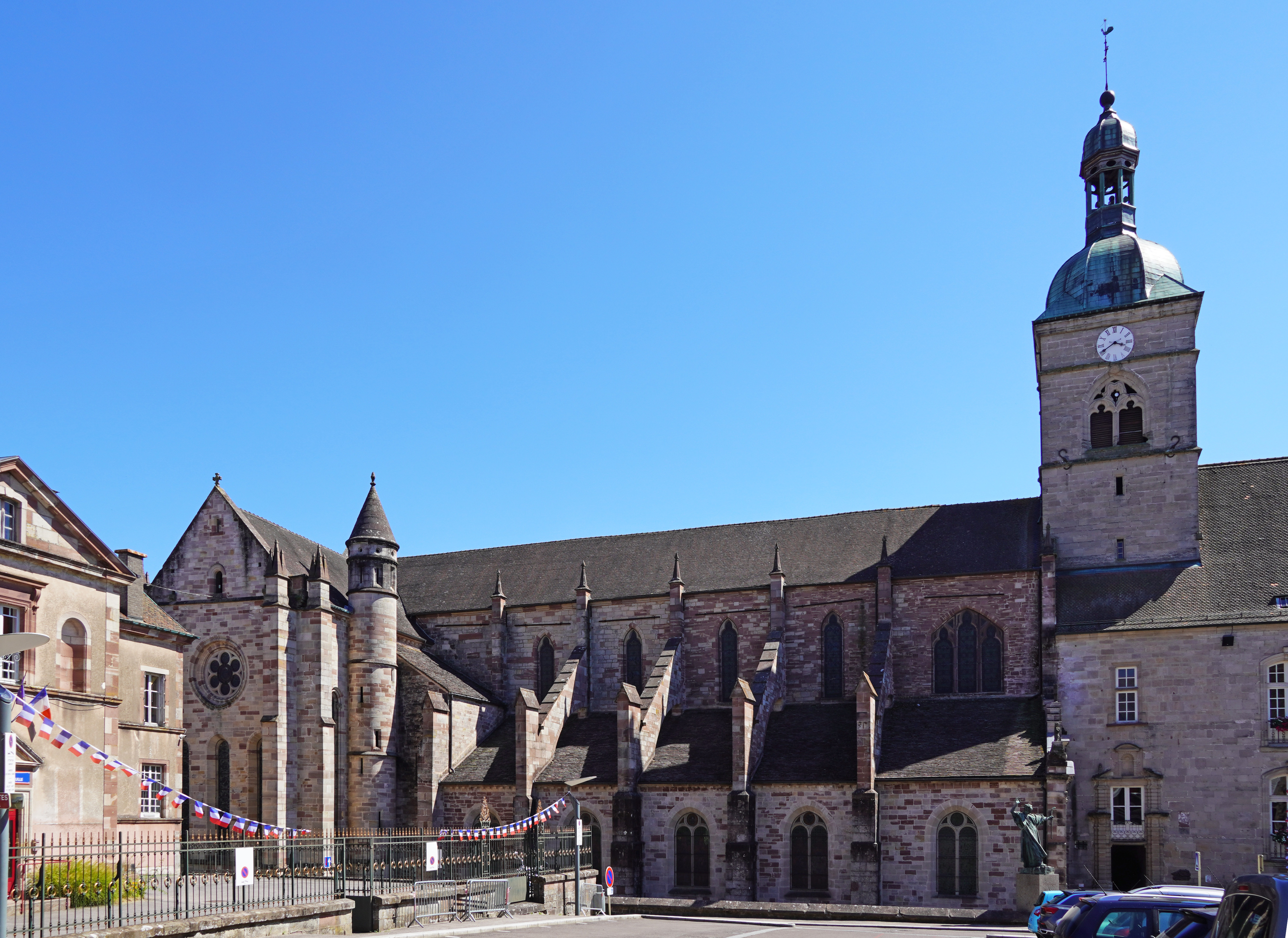
Basílica de Saint-Pierre.

El monestir va ser fundat entorn els anys 585–590 pel missioner irlandès Sant Columbà. Columbà i els seus deixebles havien construït primer dependències al lloc anomenat Annegray, avui dia al municipi de La Voivre. Cercant un lloc més adequat per a l'establiment permanent de la seva comunitat, Columbà elegí les ruïnes d'un burg gal·loromà Luxovium, a 12 km de distància, les fortificacions del qual encara eren visibles. Aquesta petita ciutat, assolada per Àtila l'any 451, havia estat engolida enmig de boscos que, durant un segle, havien cobert el lloc, però al fons d'una vall, els banys termals (“construït amb una cura poc usual” segons Jonàs de Bobbio, el primer biògraf de Columbà) encara estaven dempeus: aquest record es conserva en el nom de la ciutat, Luxeuil-les-Bains. Jonàs de Bobbio fa una descripció precisa de l'edifici : Allà, estàtues de pedra, que els pagans adoraven segons la seva miserable creença, s'alçaven enmig de la vegetació.
Gràcies a les donacions d'un dignatari de la cort de Khildebert II, els monjos construïren una abadia cristiana sobre aquelles ruïnes, desafiant les anteriors creences paganes.
Sota l'impuls intel·lectual i espiritual dels monjos irlandesos, l'abadia de Luxeuil, dedicada a Sant Pere, ràpidament esdevingué un dels monestirs més importants i dinàmics de tota la Gàl·lia. La comunitat era tan nombrosa que, amb els cors capaços de prendre el relleu els uns dels altres per al servei, la laus perennis, importada a Luxeuil des del monestir d'Agaunum, ressonava dia i nit.

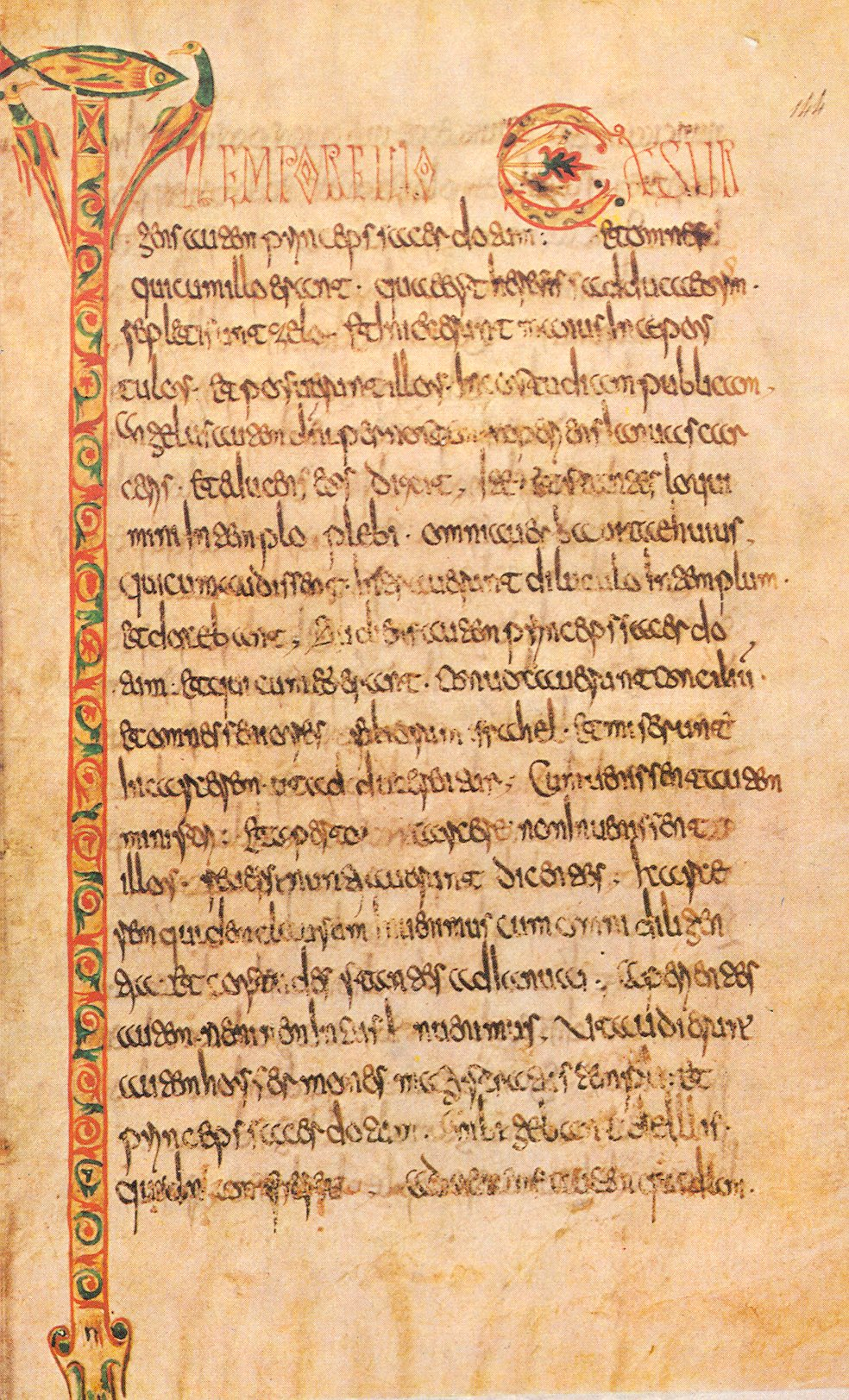
Leccionari de Luxeuil, París, Biblioteca Nacional de França. Aquest full conté Fets 5 17-25 : “ Tempore illo exur- / gens autem princeps sacerdotum : i tothom… ».

Tot i que la majoria dels primers ritus observats a Luxeuil derivaven de les tradicions monàstiques celtes, tant si eren obra de Columbà com si no, gradualment es substituïren per la més formal regla de sant Benet. Aquesta obediència, que després s'imposà arreu de l'occident cristià, establia normes precises sobre com triar l'abat, les relacions de l'abat amb els monjos de la comunitat, així com les diferents responsabilitats que es podien delegar als monjos als monestirs. L'any 603 un sínode va acusar Columbà de celebrar la Pasqua segons el calendari litúrgic celta; en realitat, és probable que fos la seva severitat i la naturalesa inflexible del govern que havia imposat el que li va valer una citació per comparèixer davant del rei dels burgundis.
Columbà fou desterrat de Luxeuil per ordres de Teodoric II i la reina vídua Brunequilda. El seu successor com a cap de l'abadia va ser Eustaci de Luxeuil, director del seminari, una escola que es va fer famosa sota la direcció del mateix Eustaci i després del seu successor Saint Gaubert . La influència de l'escola, així com l'autoritat moral de l'abadia de Luxeuil, en gran manera contribuïren a la conversió dels burgundis. Luxeuil envià tres delegacions : una cap a unes ruïnes que hi havia a Bobbio, entre Milà i Gènova, on Columbà es postulà com a nou abat ; els altres dos a Saint-Valery-sur-Somme i Remiremont. Entre els religiosos que freqüentaven l'abadia de Luxeuil, convé esmentar Conó, abat de Lérins, que hi va anar per preparar la reforma del seu monestir, Sant Vandregisil i Sant Filibert, fundadors respectius de les abadies de Fontenelle i Jumièges a Normandia, que hi van meditar sobre la regla que havia de ser la dels monestirs de la tradició de Luxeuil.
Els sarraïns, durant la seva expedició per la Gàl·lia occidental el 731, prengueren Luxeuil i massacraren bona part de la comunitat . Els pocs supervivents es comprometeren a reparar els edificis, però el monestir i la petita ciutat que s'havia establert al seu voltant no van resistir l'atac dels normands al s. IX, i fou saquejada diversos cops. Posteriorment, quan el divuitè abat de Fontenelle, Anségise, reformava el monestir, Lluís el Pietós confirmava la seva carta, ordenava la reparació de l'església i el claustre i ajudava a enfortir la disciplina.
Des del s.XV la institució dels abats comendataris fomentà el declivi de l'observança de la regla. Carles V restringí llavors el poder dels abats de Luxeuil.

## Pertinença a la Congregació de Saint-Vanne i Saint-Hydulphe
El 1634 s'abolí el càrrec d'abat comendatari i Luxeuil es fusionà amb la congregació de Saint-Vanne i Saint-Hydulphe. Segons un informe de la Comissió de Regulars, escrit el 1768, la comunitat semblava haver tornat a florir i la regla es respectava.

## Supressió de l'abadia durant la Revolució Francesa
Els monjos foren expulsats després de la Revolució. Venuts com a béns nacionals, gran part dels edificis del monestir desaparegueren sota la vila actual, llevat de la capella del s. XIV, d'estil gòtic, i les dependències del claustre i el convent que, fins a la llei d'1 de juliol de 1901 de llibertat d'associació i la llei de separació de l'Església i l'Estat del 1905, van servir de seminari per a l'arquebisbat de Besançon, i s'han mantingut en bon estat. La capella mateixa havia servit durant dècades com a església diocesana de la vila de Luxeuil-les-Bains.
L'abadia va acollir un seminari menor fins al 1985 i, actualment, un centre pastoral i cultural i un col·legi.

## Abaciologi
Segons Gallia Christiana:
- 590-610 : Columbà
- 610-625 : sant Eustaqui
- 625-6?? : sant Valbert
- 6??-6?? : Vindologe
- 6??-665 : Bertoald
- 665-682 : sant Ingofroy
- 682-6?? : Cunctan
- 6??-6?? : Rustique
- 6??-700 : Sayfroce
- 700-7?? : benaurat Adon
- 7??-7?? : Arulfe
- 7??-7?? : Rendin
- 7??-7?? : Regnebert
- 7??-7?? : Gérard I
- 7??-7?? : Ratton
- 7??-730 : Villicran
- 730-731 : sant Mellin
- 731-746 : vacant
- 746-7?? : Frudoald
- 7??-7?? : Gaylembe
- 7??-764 : Ayribrand
- 764-7?? : Boson
- 7??-785 : Grimoald
- 785-786 : André I
- 786-7?? : Docton
- 7??-8?? : Silierne
- 8??-817 : Dadin

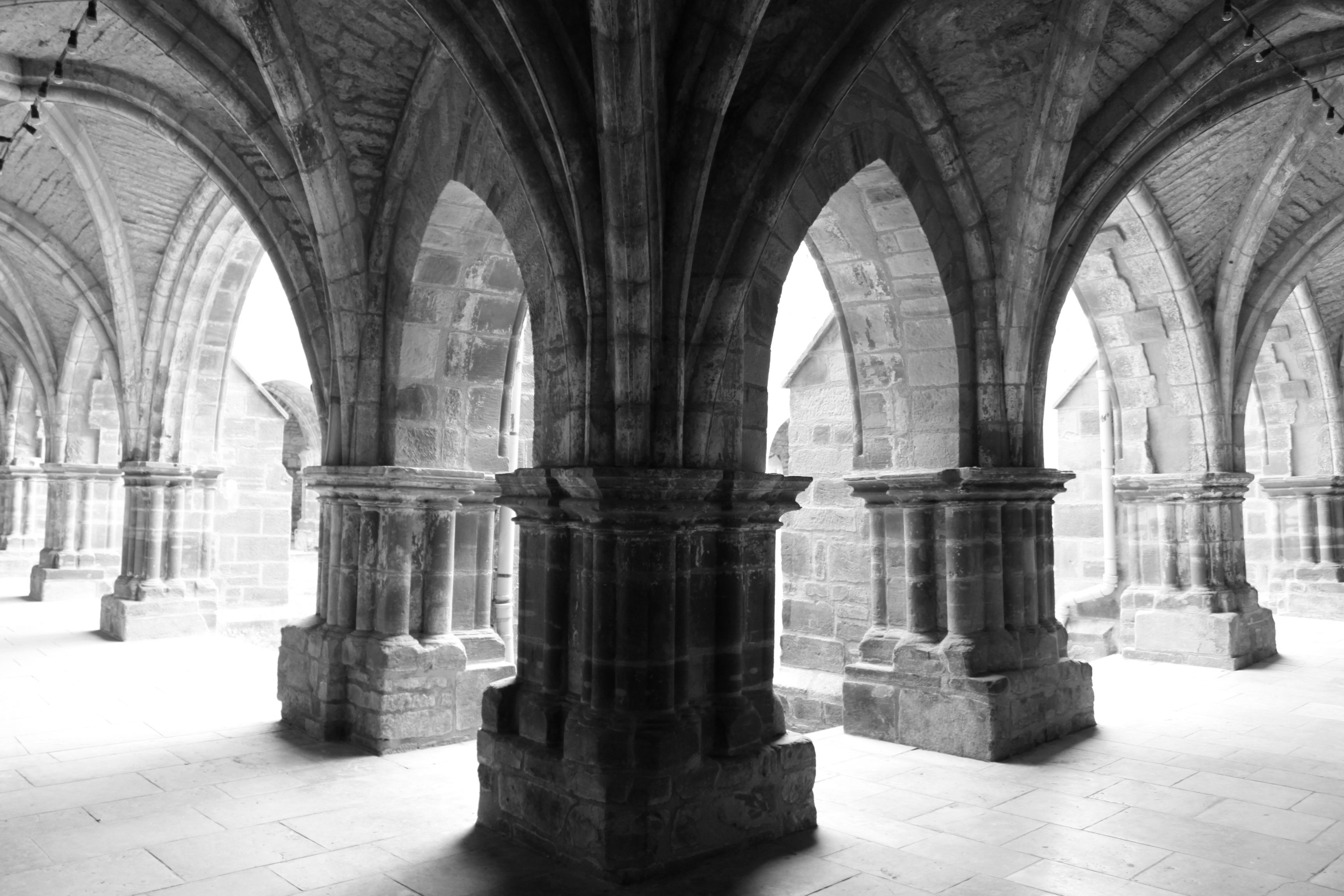
Vista del claustre.

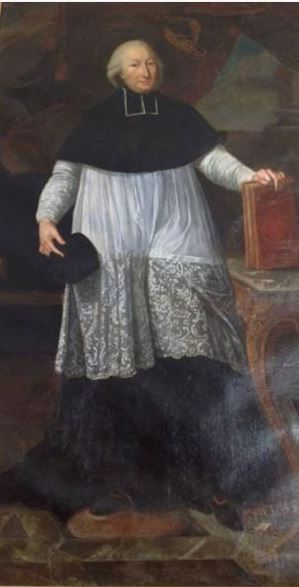
Jean IV Louis-Aynard de Clermont-Tonnerre, últim abat de Luxeuil.

- 817-834 : sant Anségise de Fontenelle
- 834-834 : Drogó de Metz
- 834-855 : Fulbert
- 856-888 : sant Gibert (màrtir)[7]
- 888-948 : Eudes I
- 948-983 : Guy I
- 983-1018 : Aalongue
- 1018-10?? : Milon
- 10??-1049 : Guillaume I
- 1049-10?? : Gérard II
- 10??-10?? : Roger
- 10??-10?? : Robert
- 10??-10?? : Guy II
- 1090-1023 : Thibaud I
- 1123-1136 : Hugues I
- 1136-1139 : Josserand
- 1139-1147 : Étienne I
- 1147-1160 : Gérard III
- 1160-1165 : Pierre I
- 1165-1178 : Sifroy
- 1178-1186 : Bouchard
- 1186-1189 : Gérard IV
- 1189-1201 : Olivier d’Abbans
- 1201-1204 : Frédéric
- 1204-1209 : Hervé
- 1209-1219 : Hugues II
- 1219-1234 : Simon
- 1234-1265 : Thibaud II
- 1265-12?? : Régnier
- 12??-1271 : Hugues III
- 1271-1287 : Charles I
- 1287-1308 : Thibaud III de Faucogney
- 1308-1314 : Étienne II
- 1314-1319 : (vacant)
- 1319-1345 : Eudes II de Châtillon
- 1345-1351 : Fromond de Corcondray
- 1351-1363 : Guillaume II de Saint-Germain
- 1364-1382 : Aymon de Mollans
- 1382-1416 : Guillaume III de Bussul
- 1416-1416 : Pierre II de Lugney
- 1416-1424 : Étienne III Pierrecy de L’Isle
- 1424-1427 : Guy III Pierrecy de L’Isle
- 1427-1431 : Jean I d’Ungelles
- 1431-1449 : Guy IV Briffaut
- 1449-1468 : cardenal Jean II Jouffroy
- 1468-1495 : Antoine I de Neuchâtel
- 1495-1533 : Jean III de La Palud de Varambon (família de La Palud)
- 1534-1541 : François I de La Palud de Varambon (família de La Palud)
- 1542-1560 : François II Bonvalot
- 1560-1586 : Antoine II (cardenal)
- 1587-1600 : cardenal Ludovico Madruzzo
- 1600-1601 : cardenal André II d’Autriche
- 1601-1622 : Antoine III de La Baume (família de La Baume-Saint-Amour), anteriorment abat de Baume-les-Messieurs (1583-1601)
- 1622-1631 : Philippe de La Baume
- 1633-1642 : Jérôme Coquelin
- 1642-1671 : Jean-Baptiste I Clerc
- 1671-1671 : Claude-Paul de Bauffremont
- 1671-1671 : Emmanuel Privey
- 1671-1680 : Jean-Baptiste II Joseph-Hyacinthe de Bauffremont
- 1680-1733 : Charles II  Emmanuel de Bauffremont
- 1733-1741 : (vacant)
- 1741-1743 : René de Rohan-Soubise
- 1743-1790 : Jean IV Louis-Aynard de la casa de Clermont-Tonnerre

## Alguns monjos o abats del monestir
- sant Romaric
- Amat de Remiremont

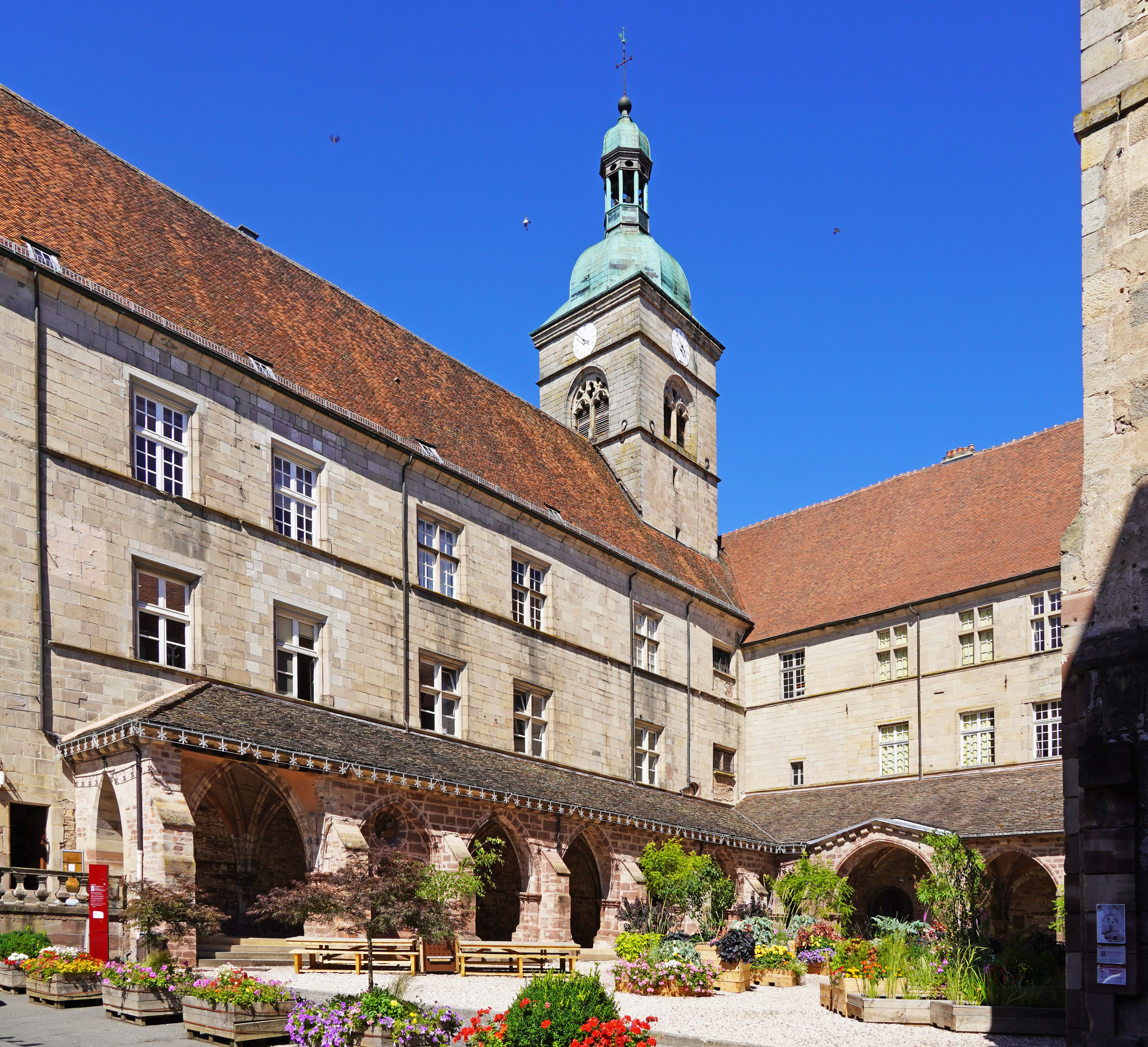
Vista del claustre.

- Valeric de Leuconay, ermità epònim de Saint-Valery-sur-Somme
- Sant Teodofred
- Remacle
- Sant Bercari, monjo de Luxeuil, fundador i primer abat de Saint-Pierre d'Hautvillers, màrtir